# توم هاموند
توم هاموند (بالإنجليزية: Tom Hammond)‏ هو معلق رياضي أمريكي، ولد في 10 مايو 1944 في ليكسينغتون في الولايات المتحدة.